# 愛知県の市町村歌一覧
愛知県の市町村歌一覧（あいちけんのしちょうそんかいちらん）は、日本の愛知県に属する市町村で制定されている、もしくは過去に制定されていた市町村歌などの自治体歌やそれに準じた楽曲の一覧である。なお、一覧の順序は全国地方公共団体コード順による。

## 概説
県庁所在地である名古屋市の市歌は1910年（明治43年）に制定され、現存する日本の市町村歌としては横浜市歌に次いで古いものとされている。岡崎市や一宮市でも戦前からの市歌が存続しており、その他の市でも1950年代から1980年代に多くの市歌が制定されているが刈谷市や犬山市のように市の公式サイトには紹介が無いものも多い。平成の大合併を経て新たに誕生した市では、愛西市や弥富市のように新市歌を制定した市と清須市や北名古屋市のように市民音頭のみを作成した市に分かれている。また、豊橋市や蒲郡市のように市歌とは別の、もしくは東海市や豊田市のように市歌に相当ないし代替する楽曲として憲章歌を作成する事例が多いことも特徴に挙げられる。
町村部では、平成の大合併以前から存在する町村を中心に制定状況が不明な所が多い。

## 名古屋市
- 名古屋市歌[1][2] - 1910年（明治43年）2月28日制定

作詞：上田萬年 作曲：岡野貞一
歌詞・旋律とも著作権の保護期間を満了（パブリックドメイン）。
古い歴史を持つが、演奏の機会は少なく市民の認知度は低い。2010年（平成22年）にキングレコードから発売されたアルバム『名古屋の歌だがね -名古屋開府400年記念CD-』（KICS-1511）にボーナス・トラックとして収録された。
なお、明治に制定された市歌とは別に1930年（昭和5年）制定の「名古屋市行進歌」（作詞：石田元季 作曲：信時潔）が存在していたことが知られている。

### 名古屋市の区歌等
名古屋市の一部の区では市歌とは別に区歌やイメージソング、区民音頭等が作られている。
- 東区‥ひがし音頭[4] - 1988年（昭和63年）7月制定

作詞：鷹見久美代 補作：平山忠夫 作曲・編曲：山中博
- 昭和区‥好きです昭和区[5]

作詞：岡田吾郎 作曲・編曲：中央楽器技術専門学校
- 港区‥みなと区音頭 - 1987年（昭和62年）制定

作詞：山崎啓作 作曲：小沢直与志
区役所の前に歌碑がある。
- 名東区‥わがまち名東[6] - 2007年（平成19年）5月制定

作詞：橋本日出子 作曲：小室志をり 編曲：寺岡悦子

## その他市部
豊橋市
- 豊橋市歌[7] - 1956年（昭和31年）10月制定

作詞：辰己利郎 補作：丸山薫 作曲：古関裕而
市制50周年記念。2代目の市歌である。
- 豊橋 明日へのマーチ - 1976年（昭和51年）発表

作曲：馬飼野俊一
市制70周年記念行進歌。
岡崎市
- 岡崎市歌[8] - 1937年（昭和12年）6月18日発表・1962年（昭和37年）4月制定

作詞：北原白秋 作曲：山田耕筰
歌詞・旋律とも著作権の保護期間を満了（パブリックドメイン）。2代目の市歌である。
一宮市
- 一宮市歌[9] - 1936年（昭和11年）9月1日制定

作詞：尾上柴舟 作曲：東京音楽学校
歌詞・旋律とも著作権の保護期間を満了（パブリックドメイン）。
- 人・街・未来へ[10] - 2001年（平成13年）発表

作詞：松島賢一 補作・作曲：新実徳英
市制80周年記念愛唱歌（シンボルソング）。
瀬戸市
- 瀬戸市歌[11] - 1949年（昭和24年）制定

作詞：芝田博史 作曲：米山正夫
市制20周年記念。
半田市
- 半田市民の歌

作詞：榊原言賢 作曲：藤山一郎
2代目の市歌である。
春日井市
- わがまち春日井[12] - 1978年（昭和53年）10月20日制定

作詞：岡本淳三 補作：春日井市民の歌作成委員会 作曲：古関裕而
市制35周年記念。
豊川市
- 豊川市歌[13] - 1970年（昭和45年）6月1日制定

作詞：原田士郎 補作：勝承夫 作曲・編曲：清水保雄
津島市
- 津島市民歌[14] - 1952年（昭和27年）制定

作詞：杉山秋津 作曲：宇佐美章
市制5周年記念。
碧南市
- （不明）

刈谷市
- みどりの風に - 1980年（昭和55年）制定

作詞：内与詩守 作曲：飯田信夫
市制30周年記念。
- アイリス 希望の花言葉 - 2020年(令和2年)発表

作詞：MICRO（HOME MADE 家族） 作曲：MICRO、藤本和則
市制70周年・刈谷青年会議所設立60周年合同特別企画。
豊田市
- 豊田市民の誓いのうた - 2018年（平成30年）3月4日発表[15]

作詞：「豊田市民の誓い」より 作曲：若渚
1978年（昭和53年）に採択された市民憲章「豊田市民の誓い」の条文に曲を付け、憲章歌としている。
- 豊田小唄 - 1971年（昭和46年）発表

市制20周年記念。旧称の挙母市だった時期に市歌制定委員会が立ち上げられ、西條八十の作詞で「挙母小唄」「挙母音頭」の2曲（いずれも戦前に作られた野口雨情作詞の同名曲とは異なる）が作成されたが、1959年（昭和34年）に豊田市へ改称されたため立ち消えとなっている。なお、豊田加茂合併協議会では合併後の市歌の扱いについては特に取り決めが行われなかった。
安城市
- 安城市民の歌[16] - 1972年（昭和47年）制定

作詞：南益子 補作：森菊蔵 作曲：中田喜直
市制20周年記念。
西尾市
- 西尾市民の歌[17] - 1963年（昭和38年）10月28日制定

作詞：稲垣友康 作曲：永見貞三
蒲郡市
- 蒲郡市民の歌 - 1974年（昭和49年）4月14日制定

作詞：牧富也 作曲：藤山一郎 編曲：山倉たかし
市制20周年記念。
犬山市
- 犬山市の歌[18] - 1984年（昭和59年）制定

作詞：犬山市の歌制定委員会 作曲：服部良一
市制30周年記念。
常滑市
- （不明）

江南市
- （不明）

小牧市
- 青春の街

作詞：倉知進 作曲：牧すすむ
「小牧市民まつり」のテーマソングであり正式な市歌ではないが、姉妹都市との交流行事などで歌われる場合がある。
稲沢市
- 稲沢の都 - 1983年（昭和58年）7月10日制定[20]

新設合併前の（旧）稲沢市の市歌である。合併協議会で廃止・新市歌制定の方針が確認されたため現在は失効しているが、後継となる新市歌の制定は実現していない。
新城市
- 新城市歌 - 1968年（昭和43年）10月5日制定[22]

作詞：木村嘉宏 作曲：永見貞三
新設合併前の（旧）新城市の市歌である。新城市・鳳来町・作手村合併協議会では「市の花・木等については、新市において定める」とされているが、市歌が廃止対象に含まれているかどうかは不明確な状態である。
東海市
- 東海市市民憲章歌 - 1978年（昭和53年）発表

作詞：原俊一郎 作曲：栗田貴子
1974年（昭和49年）に採択された「東海市市民憲章」条文に曲を付けて憲章歌とした。東芝EMIがレコード（規格品番：N4R-5022）を製造している。
- 東海音頭 - 1970年（昭和45年）制定

作詞：林勲 補作：山上路夫 作曲・編曲：いずみたく
「東海市市歌」の副題が冠されている。市出身の今陽子がボーカルを担当するピンキーとキラーズが歌唱した。
大府市
- 大府音頭[24] - 1948年（昭和23年）発表

作詞：梅村清 作曲：小股久 編曲：川崎瀧雄
- 大府ばやし[24] - 1976年（昭和51年）発表

作詞：佐藤のぼる 作曲：井川裕多加 編曲：小沢直与志
- 大府小唄[24] - 1976年（昭和51年）発表

作詞：安宅弥平 作曲：井川裕多加 編曲：小沢直与志
知多市
- （不明）

知立市
- 知立は知立[25] - 2009年（平成21年）発表

作詞：やなせたかし 作曲：ミッシェル・カマ
市の生涯学習事業の一環として作成された。
尾張旭市
- MY CITY -ふるさと-[26] - 1990年（平成2年）制定

作詞：湯川れい子 作曲：平尾昌晃
市イメージソング。ふるさと創生事業交付金を原資として作成された。
高浜市
- （不明）

岩倉市
- （不明）

豊明市
- （不明）

日進市
- （不明）

2011年（平成23年）に「未来をつくる子ども条例」のPRソング「未来をつくる子どもたち」（作詞：日進市未来をつくる子ども条例制定委員会 作曲：藤村記一郎）が作られている。
田原市
- （不明）

愛西市
- いつの日も[28] - 2007年（平成19年）3月6日制定

作詞：駒井瞭 作曲：中西圭三
清須市
- 清須音頭[29] - 2009年（平成21年）8月8日発表

作詞・作曲：長瀬弘樹
北名古屋市
- 北名古屋音頭[30] - 2008年（平成20年）6月15日発表

作詞・作曲：尾崎亜美
弥富市
- のびゆく弥富[31]

作詞：北村俊保 作曲：服部勇次
みよし市
- （不明）

あま市
- ずっと We Love あま！[32] - 2020年（令和2年）発表

作詞：なかむらまさみ 作曲：林繁良
市政10周年記念。歌手の井上あずみとゆーゆが歌唱。
長久手市
- （未制定）

2012年に開催された「みんなでつくる長久手大音楽会」で複数の楽曲が「長久手応援ソング」として発表されている。

## 町村部
愛知郡東郷町
- サワヤカな贈り物 - 1990年（平成2年）発表

町制20周年記念イメージソング。
西春日井郡豊山町
- （不明）

丹羽郡大口町
- ほほえみを花束にして[34] - 1992年（平成4年）発表

作詞：濱田淳子 補作：荒木とよひさ 作曲：堀内孝雄 編曲：川村栄二
町制30周年記念イメージソング。
丹羽郡扶桑町
- （不明）

海部郡大治町
- （不明）

海部郡蟹江町
- 蟹江町歌

海部郡飛島村
- （不明）

知多郡阿久比町
- 阿久比讃歌 光あふれて - 1982年（昭和57年）11月3日制定

作詞：滝田常晴 作曲：小川寛興
知多郡東浦町
- （不明）

知多郡南知多町
- （不明）

知多郡美浜町
- （不明）

知多郡武豊町
- 武豊賛歌 - 1979年（昭和54年）6月制定

作詞：猪又岳 補作：猪又良 作曲：大町陽一郎
額田郡幸田町
- 幸田町歌 - 1959年（昭和34年）8月制定[35]

北設楽郡設楽町
- （不明）

設楽町・津具村合併協議会では町歌に関する取り決めは特に行われなかった。
北設楽郡東栄町
- 東栄町歌[36]

作詞：杉浦たけお 作曲：永見貞三
北設楽郡豊根村
- （不明）

## 廃止された市町村歌
豊橋市
- 豊橋市歌（旧）[37] - 1932年（昭和7年）制定

作詞・作曲者不詳
初代の市歌である。
岡崎市
- 岡崎市歌（旧） - 1916年（大正5年）7月1日制定

作詞・作曲：鳥居忱
初代の市歌である。
半田市
- 半田市歌[38]

戦前に制定されていた初代の市歌である。
尾西市
- とよはたぐもの歌 - 1958年（昭和33年）制定[39]

作詞：佐藤一英 作曲：平井康三郎
額田郡額田町
- 額田町町歌 - 1956年（昭和31年）12月10日制定

作詞：藤井静 作曲：冨田勲